# Anders Rosén (journalist)
Anders Rosén, född 3 mars 1956 i Rättviks kommun, är en svensk kommunikatör, journalist och kommunpolitiker. 

## Biografi
Rosén inledde sin journalistiska bana som vikarie på Dala-Demokraten innan han tog examen vid Journalisthögskolan i Göteborg 1978. Han anställdes på Sveriges Radio 1980 och flyttade fem år senare till Sveriges Television där han arbetade som nyhetsreporter på regionala nyhetsprogram och på Rapport. Åren 1987-1994 var Rosén knuten till TV-sporten i olika roller och från 1995 till 2008 var han programledare och producent på 
TV-programmet Packat och klart.
Rosén var informationschef för Länsstyrelsen Dalarna 2009-2012 och arbetade som informationsansvarig för Svenska Afghanistankommittén i Kabul i  Afghanistan mellan 2012 och 2014.
Han var kommunikationschef vid Länsstyrelsen i Stockholms län från 2015 till 2017, då han tillträdde tjänsten som kommunikationschef på Mora kommun. Sedan 2021 är Anders Rosén konsult i kommunikationsfrågor.

### Styrelseuppdrag
- Svenska Amnestyfonden inom Amnesty, ledamot 2016-2021.
- Svenska Afghanistankommittén, ledamot sedan 2018 och  organisationens vice ordförande sedan 2020.
- Kommunstyrelsen i Rättviks kommun, ledamot för Centerpartiet från 2023.[2]